# Sonia rosseto
Sonia Rosseto é brasileira- natural de Cariacica- casada, mãe de Antônio e Suzana. Escritora  capixaba, ocupa a cadeira de número 15 da AFESL-Academia Feminina Espírito-santense de Letras. Tem formação em Pedagogia- bacharelado e licenciatura – pós-graduada em língua Brasileira de sinais (LIBRAS). Ama a Natureza! Tem vários livros escritos. Pertence a AJEB-ES(Associação de jornalistas e escritores do Brasil - sede Espirito Santo , como segunda secretária. Quer conhece-la melhor? @soniarossetono instagram. Entre os que já lançou estão: “A serpente Dalila”2007, com nova versão em 2024 – “O sonho do Toninho” – “A panela encantada”, que está em sua quinta edição, tem quase onze mil exemplares vendidos. Ele também se encontra inserido nos livros didáticos das Escolas do nosso Estado que estão no programa PAES- Programa de Alfabetização do Espírito Santo. “ Cirina uma mulher para ser lembrada, sempre "e O misterioso dia 02 de novembro na Amazônia (título que lhe rendeu o terceiro lugar de melhor texto de 2022, no concurso da Editora Letras virtuais, É Fogo! Novo livro de 2023 com lançamento para 2024. Tem participações em várias Antologias e concursos literários no ES e RJ. Participa de concursos literários de poesia minimalista, trovas, crônicas, e, de feiras literárias em todo Estado. Recebeu várias homenagens e menção honrosas e título de cidadã capixaba. Também tem escritos nos livros “Escritos de Vitória”. Participa de um grupo de canto no Santuário Basílica de Santo Antônio como salmista. Gosta de cantar as suas estórias em vez de contá-las. Feliz por natureza e esperançosa, atrai sempre o bem através de sua fé. Acredita sempre que tudo vai dar certo e, se não der, é poque ainda não chegou a hora certa.
Não é uma lunática, mas, adora ficar horas admirando a lua e “conversando” com ela. Respeita a Natureza e, tudo faz para que o mundo possa ser um lugar para se estar com dignidade e paz. Separa o lixo seco do molhado e tenta ser sustentável até mesmo em seus relacionamentos com as pessoas. Acredita que a sustentabilidade está também na amabilidade e no respeito pelo outro.
Sonia Rosseto cultiva algumas plantas, e tem um hábito especial de fazer artes com papel, linha e, tudo que a sua imaginação alcança! Reaproveitar -criar fazem parte de sua vida
1. ↑  Rohimawati, Ulfa (8 de janeiro de 2020). «Alih kode dan campur kode pada akun toko onile instagran». doi.org. Consultado em 16 de agosto de 2025